# Ваджд
Ваджд (араб. وجد‎) — в суфизме экстатическое переживание присутствия Божества. «Опьяненный» божественной любовью пребывает в состоянии ваджда и перестаёт контролировать себя.

## Средства для достижения
В суфизме существуют различные средства для достижения экстаза. Он может наступить при усердном совершении ритуалов зикра и сама, а также при насильственном введение себя в это состояние (таваджуд). Для духовно возвышенных людей ваджд — это естественный и закономерный результат взаимной любви между «влюбленным» и Истинным (аль-Хакком). Человек обнаруживает в себе многочисленные Божественные проявления (таджалли) без длительной работы и насильственного введения себя в состояние ваджда.
По словам суфиев многие сподвижники пророка Мухаммада испытывали состояние ваджда, углубляясь в богослужения и при чтении Корана. Сподвижники и последовавшие за ними табиины плакали, восторженно кричали, а некоторые падали в обморок.

## Вуджуд
Вуджуд (истиграк) — высшая же степень ваджда, при котором наступает чувство полного единства с Истинным (аль-Хакком) и потеря всех человеческих атрибутов.

## Этимология
Этимология слова родственна арабскому обозначению бытия вуджуд (араб. وجود‎) и происходит от корня вджд со значениями «искать», «отыскивать», «ощущать», «чувствовать» и др.